# تشينغيز مصطفاييف
تشينغيز مصطفاييف (مواليد 11 مارس 1991) هو مغني أذربيجاني، مثل أذربيجان في مسابقة الأغنية الأوروبية 2019 وحصل على المركز الثامن.

## روابط خارجية
- تشينغيز مصطفاييف على موقع ميوزك برينز (الإنجليزية)